# Jazz Composer's Orchestra
Het Jazz Composer's Orchestra was een Amerikaanse avant-gardejazzformatie, die werd opgericht in 1965 in New York. Carla Bley en Michael Mantler waren belangrijke arrangeurs van de band. Zijn oorsprong ligt in de Jazz Composers Guild, een door Bill Dixon en meerdere muzikanten opgerichte organisatie.

## Geschiedenis

### Jazz Composers Guild
De muziekvereniging Jazz Composers Guild werd opgericht na de concertreeks October Revolution in Jazz, die Bill Dixon in 1964 had georganiseerd in het Cellar Cafe in de New Yorkse Ninety-Sixth Street met o.a. Sun Ra, Archie Shepp, Cecil Taylor, Ornette Coleman, Albert Ayler, Milford Graves en Giuseppi Logan. Vier dagen lang vonden daar concerten en discussie-evenementen plaats met als thema 'New Thing'. Als logisch gevolg uit de evenementenreeks richtte Dixon met andere muzikanten de Guild op, wiens doel het was om muzikanten en componisten betere werk- en salarisomstandigheden voor freejazz-muzikanten te scheppen. De Guild zou elke manier van contractonderhandelingen leidden voor de leden, zodat zo de afzonderlijke muzikant niet meer zou kunnen worden blootgesteld aan de concurrentiedruk van de markt
Gepland was ook de oprichting van een platenlabel, hetgeen echter niet werd gerealiseerd. Er werden zowel zwarte en blanke muzikanten aangesproken door Bill Dixon. Mede-oprichters waren naast Dixon Roswell Rudd, Jon Winter, Michael Mantler, Burton Greene, Paul en Carla Bley, Archie Shepp, Sun Ra, Cecil Taylor en John Tchicai. De eerste activiteiten van de Guild waren de opnamen van een reeks van vier concerten in de New Yorkse Judson Hall in december 1964 en wekelijkse loft-concerten in het Contemporary Center (in de dansstudio van Edith Stephen over de Village Vanguard).
De Guild faalde echter spoedig onder de druk van afgetekende individualistische en creatieve ego's van de leden. Schijnbaar motiveerde het slechte management van de Guild Archie Shepp om zijn promotie buiten de groep te organiseren. De Guild bestond nu ongeveer een jaar. Al in 1965 verliet Dixon de vereniging. Inderdaad zijn er vele aanwijzingen, dat de Guild niet met de diversiteit van haar leden en hun (door de sociale en etnische afkomst net als voor wat betreft het geslacht) verschillende esthetische aanpak kon omgaan, zoals Benjamin Piekut had uitgevonden. Volgens Cecil Taylor waren er ook rassenspanningen binnen de groep.

### Jazz Composer's Orchestra
Een bigband, die door Bley en Mantler werd geformeerd en wiens eerste plaat werd opgenomen vanaf december 1964, bestond eerst onder de naam Jazz Composers Guild Orchestra. Na de instorting van de Guild trad deze voortaan op als the Jazz Composer's Orchestra. In 1966 werd ook de van algemeen nut zijnde organisatie Jazz Composers Orchestra Association Inc. (JCOA) in het leven geroepen, die enerzijds fungeerde als label voor diens geluidsdragers en anderzijds echter ook als opvolger van de Jazz Composers Guild het doel nastreefde, nieuwe composities voor het orkest in opdracht te geven en te presenteren. Bijkomend ontstond de eerste onafhankelijke platendistributie New Music Distribution Services.
Op het in 1968 verschenen dubbelalbum Communications werkten de solisten Cecil Taylor, Don Cherry, Roswell Rudd, Pharoah Sanders, Larry Coryell en Gato Barbieri mee. Latere geluidsdragers met het orkest presenteerden composities van Carla Bey (Escalator over the Hill), Roswell Rudd, Clifford Thornton, Don Cherry, Leroy Jenkins en Grachan Moncur III. Het laatste optreden van de formatie was in 1975.

## Discografie
- 1964-1965: Communication (Fontana) met Michael Mantler, Roswell Rudd, Willie Ruff, Steve Lacy, Jimmy Lyons, John Tchicai, Archie Shepp, Fred Pirtle, Paul Bley, Eddie Gomez, Milford Graves, Carla Bley (arr)
- 1968: Communications (JCOA)
- 1973: Numatik Swing Band – Roswell Rudd and The Jazz Composer's Orchestra (JCOA) met Howard Johnson, Bob Stewart, Enrico Rava, Art Baron, Charles Davis, Sue Evans, Beaver Harris, Charlie Haden, Carlos Ward, Dewey Redman, Sheila Jordan, Sirone, Hod O'Brien, Jeffrey Schlegel, Janet Donaruma, Sharon Freeman, Dan Johnson, Lou Grassi, Mike Bresler, Martin Alter, Perry Robinson, Mike Lawrence, Charles Sullivan, Michael Krasnov, Gary Brocks
- 1973: Don Cherry Relativity Suite (JCOA) met Sharon Freeman, Brian Trentham, Jack Jeffries, Charles Brackeen, Carlos Ward, Frank Lowe, Dewey Redman, Carla Bley, Charlie Haden, Ed Blackwell, Paul Motian, Moki Cherry, Selene Fung, Leroy Jenkins, Joan Kalisch, Nancy Newton, Akua Dixon, Jane Robertson
- 1974: Grachan Moncur III Echoes of Prayer (JCOA): Hannibal Marvin Peterson, Stafford Osborne, Janice Robinson, Jack Jeffers, Pat Patrick, Perry Robinson, Carlos Ward, Leroy Jenkins, Ngonia, Carla Bley, Mark Elf, Cecil McBee, Charlie Haden, Beaver Harris + The Tawana Dance Ensemble : Titos Sompa, Coster Massamba, Malonga Quasquellourd, Jakuba Abiona, Frederick Simpson, Jeanne Lee, Mervine Grady, Keith Marks, Toni Marcus